# Yaghnobis

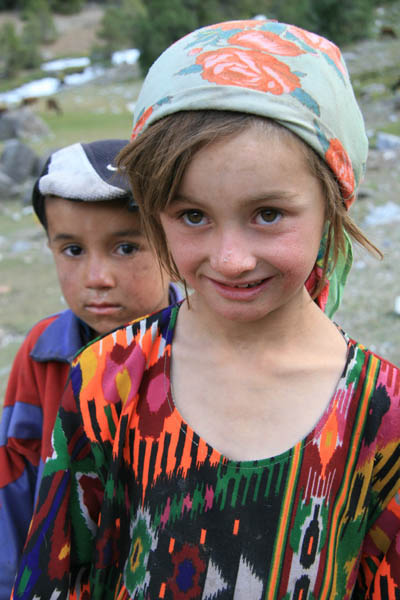
Enfants yaghnobis

Les Yaghnobis ou Yaghnabis sont une minorité ethnique du Tadjikistan qui parle sa propre langue, le yaghnobi, une langue iranienne. Les Yaghnobis tirent leur nom de la  vallée du Yaghnob et de la rivière du même nom. Ils habitent principalement le centre du Tadjikistan, sur les rives du Yaghnob ainsi qu'à proximité du fleuve Zeravchan.
Les Yaghnobis sont considérés comme les descendants des peuples de langue sogdienne qui habitaient autrefois la majeure partie de l'Asie centrale au-delà de la rivière Amou-Daria dans ce qui était l'ancienne Sogdiane.

## Histoire

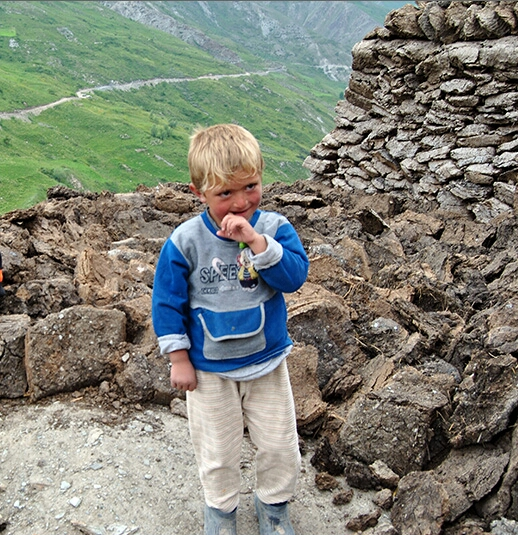
Garçon yaghnobi à Ayni, Tadjikistan

Les occupations traditionnelles de cette ethnie étaient l'agriculture, la culture de produits tels que l'orge, le blé et les légumineuses, ainsi que l'élevage de bovins, de bœufs et d'ânes. Il existait un artisanat traditionnel dont le tissage qui était principalement fait par les hommes. Les femmes travaillaient au moulage de la vaisselle en terre cuite.
Le peuple Yaghnobi est originaire des Sogdiens, un peuple dominant dans la région jusqu'aux conquêtes musulmanes au VIIIe siècle lorsque la Sogdiane a été vaincue. Après celles-ci, les Yaghnobis s'installèrent dans les hautes vallées.
Les anciens Sogdiens ont fui vers la vallée de Yaghnob pour échapper au califat arabe médiéval, et leurs descendants directs, les Yaghnobis, y ont vécu dans un isolement paisible jusqu'aux années 1820.
Jusqu'au XXe siècle, les Yaghnobis vivaient de leur économie naturelle et certains le font encore, car la zone qu'ils habitaient à l'origine est encore éloignée des routes et des lignes de transport d'électricité. Le premier contact avec l'Union soviétique dans les années 1930 lors des Grandes Purges a conduit à l'exil de nombreux habitants, mais les événements les plus traumatisants ont peut-être été leur réinstallation forcée en 1957 et en 1970, depuis les montagnes yaghnobis dans les plaines semi-désertiques du Tadjikistan.
Dans les années 1970, des hélicoptères de l'Armée rouge ont été envoyés dans les vallées pour évacuer la population, apparemment parce que les kishlaks (villages) yaghnobis étaient considérés comme menacés par les avalanches. Beaucoup de Yaghnobis ont ensuite été forcés de travailler dans des plantations de coton dans les plaines. Du fait du surmenage et du changement d'environnement et de mode de vie, plusieurs centaines de Yaghnobis sont morts de maladie. Alors que certains Yaghnobis se sont rebellés et sont retournés dans les montagnes, le gouvernement soviétique a démoli les villages vides et le plus grand village de la rivière Yaghnob, Piskon, a été retiré des cartes officielles.
Depuis 1983, les familles ont commencé à retourner dans la vallée de Yaghnob. La majorité de ceux qui restent dans les plaines ont tendance à être assimilés aux Tadjiks, car leurs enfants étudient à l'école en langue tadjik. Les rapatriés vivent de l'économie naturelle, et la majorité reste sans routes ni électricité.

## Langue et démographie

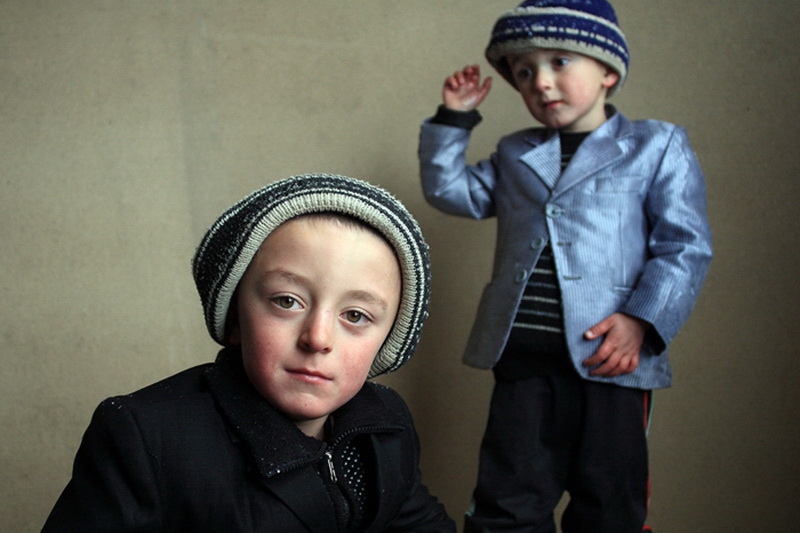
Enfants yaghnobis du Tadjikistan; le peuple Yaghnobi parle une langue descend directement de la langue sogdienne médiévale

Les Yaghnobis parlent le yaghnobi, une langue iranienne orientale (les autres langues vivantes de cette famille étant le pachto, l'ossétique et les langues du Pamir). Le yaghnobi est parlé dans la haute vallée de la rivière Yaghnob dans la région du Zeravchan, et est également enseigné dans les écoles. Il est considéré comme un descendant direct du sogdien et a souvent été appelé néo-sogdien dans la littérature universitaire.
Les données des recensements de 1926 et 1939 donnent le nombre de locuteurs de la langue yaghnobi à environ 1 800. En 1955, M. Bogolyubov estimait le nombre de locuteurs natifs yaghnobi à plus de 2 000. En 1972, A. Khromov estimait qu'il existait 1 509 locuteurs natifs dans la vallée du Yaghnob et environ 900 ailleurs. Le nombre estimé de Yaghnobis est d'environ 25 000.

## Génétique
Les populations indo-iraniennes actuelles d'Asie centrale présentent une forte continuité génétique avec des échantillons de l'âge du fer du Turkménistan et du Tadjikistan. Les Yaghnobis sont ainsi modélisés comme étant le résultat d'un mélange de 93 % d'individus de l'âge du fer du Turkménistan et de 7 % de la région du lac Baïkal.